# Continental Arena
La Continental Arena è uno stadio di calcio della città di Ratisbona, ed ospita le partite del Jahn Regensburg.
Lo stadio è stato inaugurato nel 2015 e la prima partita ufficiale è stata disputata il 10 luglio 2015 tra Jahn Regensburg e Augusta con la vittoria degli ospiti per 1-3.